# Louis Agassiz
Jean Louis Rodolphe Agassiz (n. 28 mai 1807, Môtiers⁠(d), cantonul Neuchâtel, Elveția – d. 14 decembrie 1873, Cambridge, Massachusetts, SUA) a fost un naturalist, geolog și profesor american de origine elvețiană. După ce a studiat în Elveția și Germania, s-a mutat în SUA (1846). A efectuat studii de referință privind activitățile ghețarilor și ale speciilor dispărute de pești. A devenit celebru pentru metodele sale inovatoare de predare, care încurajau învățarea prin observarea directă a naturii. Perioada pe care a petrecut-o ca profesor de zoologie la Universitatea Harvard a revoluționat studiul științelor naturale în SUA. Toți profesorii americani importanți de științe naturale, de la sfârșitul sec. XIX, au fost elevii lui Agassiz. Mai mult, a fost un excelent administrator, promotor și colector de fonduri pentru domeniul științific. De-a lungul întregii sale vieți a fost un oponent al teoriei evoluționiste a lui Charles Darwin. A doua sa soție, Elizabeth Agassiz, codondatoare și primă președintă a Colegiului Radcliffe, precum și fiul lui, Alexander, au fost naturaliști de renume.
În 1840, Agassiz a studiat în detaliu munții Scoției împreună cu William Buckland. Acolo cei doi au descoperit dovezi clare că și Scoția fusese în trecut acoperită de un strat de gheață. În continuare, Agassiz și Buckland au studiat zonele mai înalte din Anglia, Țara Galilor și Irlanda și au concluzionat că zonele cu pietriș fin (cu dimensiuni cuprinse între 2 mm și 6 cm) ar fi fost produse de ghețari ce existaseră în trecut în acele regiuni.

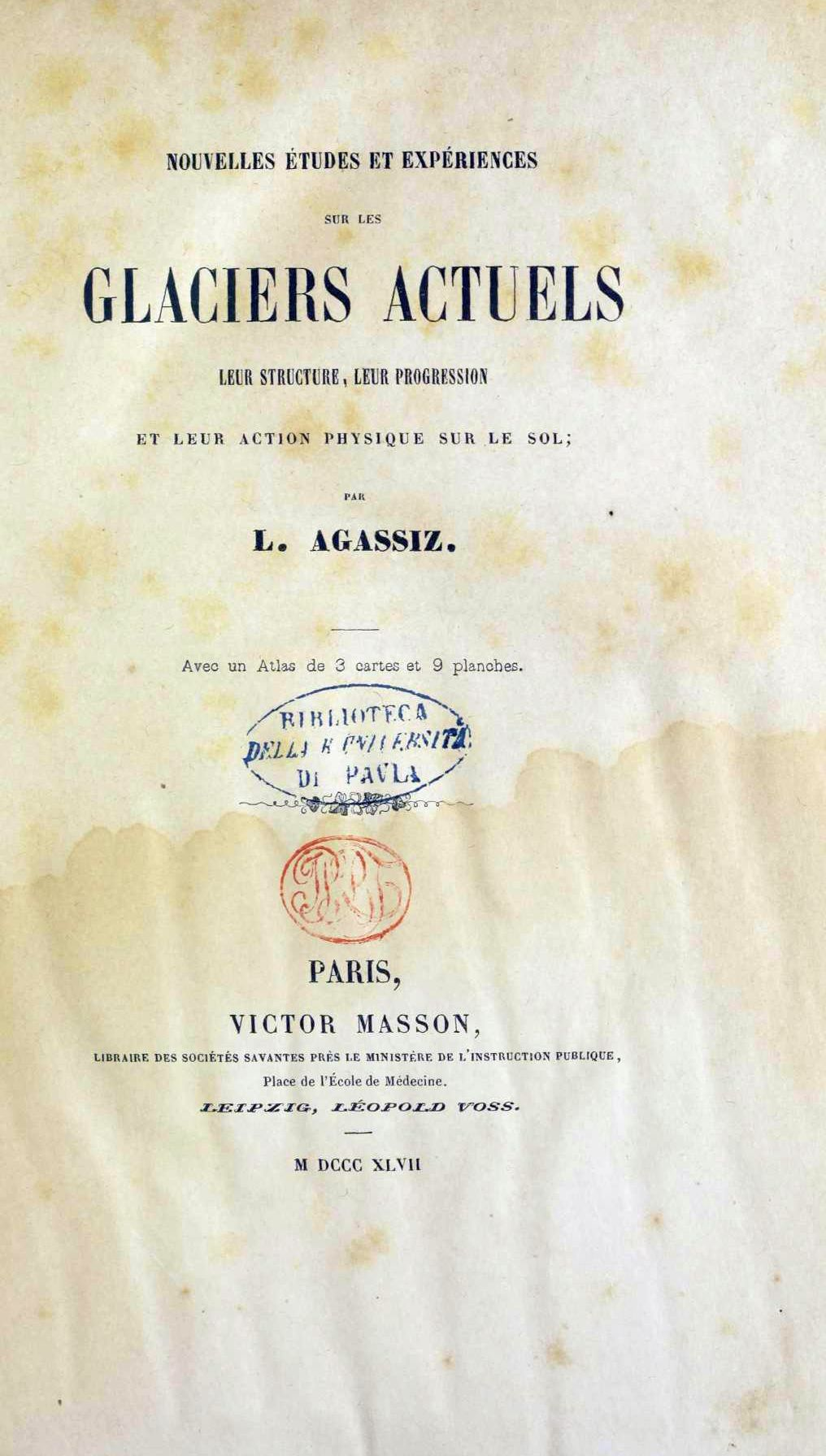
Nouvelles études et expériences sur les glaciers actuels, 1847

## Legături externe
- Opere de sau despre Louis Agassiz la Internet Archive
- Lucrări de Louis Agassiz la LibriVox (cărți audio aflate în domeniul public)
- Works by Louis Agassiz online at the Biodiversity Heritage Library.
- Weisstein, Eric Wolfgang (ed.). „Agassiz, Jean (1807–1873)”. ScienceWorld.
- Pictures and texts of Excursions et séjours dans les glaciers et les hautes régions des Alpes and of Nouvelles études et expériences sur les glaciers actuels by Louis Agassiz can be found in the database VIATIMAGES.
- "Geographical Distribution of Animals" Arhivat în 22 iunie 2009, la Wayback Machine., by Louis Agassiz (1850)
- Runner of the Mountain Tops: The Life of Louis Agassiz, by Mabel Louise Robinson (1939) – free download at A Celebration of Women Writers - UPenn Digital Library
- Thayer Expedition to Brazil, 1865–1866 (Agassiz went to Brazil to find glacial boulders and to refute Darwin. Dom Pedro II gave his support for Agassiz's expedition on the Amazon River.)
- Louis Agassiz la Find a Grave
- Louis Agassiz Correspondence, Houghton Library, Harvard University
- digital version of Volume 3 "RECHERCHES SUR LES POISSONS FOSSILES"
- Illustrations from 'Monographies d'échinodermes vivans et fossiles'
- National Academy of Sciences Biographical Memoir
- Agassiz, Louis (1842) "The glacial theory and its recent progress" Arhivat în 8 iulie 2020, la Wayback Machine. The Edinburgh New Philosophical Journal, vol. 33. p. 217-283. (Linda Hall Library)
- Agassiz, Louis (1863) Methods of study in natural history Arhivat în 8 iulie 2020, la Wayback Machine. - (Linda Hall Library)
- Agassiz Rock, Edinburgh Arhivat în 21 ianuarie 2021, la Wayback Machine. — during a visit to Edinburgh in 1840, Agassiz explained the striations on this rock's surface as due to glaciation